# 大衡村
大衡村（日语：／ Ōhira mura */?）是位於日本宮城縣中部的村，隸屬於黑川郡，也是縣內唯一的村。當地人口多集中在國道4號與國道457號的沿線地區。大衡村在對外通勤與就學方面多仰賴大和町與仙台市。

## 地理
大衡村境內約47%的面積被山林與原野覆蓋，22.6%的土地為農業用地。轄區地處奧羽山脈向東延伸的丘陵地帶，村内的最高峰則為海拔262.1公尺的達居森。境內的平原由流經村內的善川與埋川沖積而成，西北部則坐落著橫跨本村、大和町與加美町的日本陸上自衛隊王城寺原演習場。

### 氣候
大衡村的年均溫約11℃，夏天多吹東南風且降雨量較多，冬天則吹西北風，平均積雪深度約20公分。

## 歷史
鎌倉時代後期，大衡地區由北條氏的直屬家臣擔任當地的地頭。室町時代，大衡在內的黑川郡一帶歷經畠山氏與大崎氏對此地的爭奪，而後則由黑川氏統治當地。
天正18年（1590年） ，豐臣秀吉號召日本全國大名攻打小田原城的後北條氏。小田原之戰結束後，豐臣秀吉沒收大崎氏及其盟友黑川晴氏與大衡宗氏的領地，並交由伊達政宗管轄。黑川氏因改易而滅亡後，大衡氏離開大衡城，並成為留守氏（日後的水澤伊達氏）的家臣。而留守氏家臣的書信中記載大衡氏的子孫此後皆侍奉水澤伊達家。
明治22年（1889年），日本在當地實施町村制，並將大衡村、大瓜村、駒場村、大森村與奧田村合併成現今的大衡村。

## 行政
現任村長小川廣美於2023年4月在選舉中當選，其任期將持續至2027年4月。

## 經濟
根據日本2015年的國勢調查統計，大衡村的就業人口中有12.6%從事第一級產業，33%的就業人口從事第二級產業，51.2%的就業人口則從事第三級產業。當地的農業以生產稻米、花卉、香菇等農產品為主。工業方面，第二仙台北部中核工業園區坐落於大衡交流道西側。而受到工業園區的設置與交通路網興建的影響，許多與汽車產業相關的企業紛紛入駐大衡村内。

## 教育
大衡村内共有1所小學校與1所中學校。根據2020年的統計，村內的小學校共有358名學生，中學校則有169名學生。

## 交通
國道4號、國道457號與東北中央自動車道皆通過大衡村，其中東北中央自動車道在村内設置大衡交流道。鐵路方面，村内沒有鐵路在此設站，距離大衡村最近的車站是位於大崎市，屬於JR東日本的古川車站。

## 姐妹城市
大衡村與以下日本行政區為友好城市:
| 城市   | 都縣   | 締結日期       |
| ------ | ------ | -------------- |
| 金崎町 | 岩手縣 | 2016年12月22日 |